# Apia (cratère)
Pour les articles homonymes, voir Apia (homonymie).
Le cratère Apia est un cratère d'impact de 10,06 km de diamètre situé sur Mars dans le quadrangle d'Hellas. Il a été nommé en référence à la ville d'Apia aux Samoa.